# 布莱恩斯滕广场圣母堂
布莱恩斯滕广场圣母堂（St Mary's, Bryanston Square）是一座英国圣公会教堂，位于伦敦布莱恩斯滕广场，设有同名附属小学。这是一座滑铁卢教堂，建于1823–1824年，由罗伯特·斯默克设计。 这是一座砖砌建筑，英国遗产委员会列为一级登录建筑。建堂耗资19,955英镑，其中14,955英镑来自国会拨款。